# Beate Schramm
Beate Schramm, född den 21 juni 1966 i Leipzig i Tyskland, är en östtysk och därefter tysk roddare.
Hon tog OS-guld i scullerfyra i samband med de olympiska roddtävlingarna 1988 i Seoul.